# Sphère circonscrite

Sphère circonscrite à un cube

En géométrie, une sphère circonscrite à un polyèdre est une sphère contenant le polyèdre et dont tous les sommets du polyèdre sont sur la surface de la sphère. Il s'agit d'une extension du cercle circonscrit en dimension 3.

## Existence, unicité et optimalité
En cas d'existence, une sphère circonscrite n'est pas la plus petite sphère contenant le polyèdre ; par exemple, le tétraèdre rectangle formé par un sommet d'un cube et ses trois voisins admet la sphère circonscrite au cube comme sphère circonscrite, mais il existe une sphère englobante à ce tétraèdre plus petite, celle avec les trois sommets voisins sur son équateur.
Cependant, la plus petite sphère contenant un polyèdre est liée à la notion de sphère circonscrite de la façon suivante. Pour n'importe quel polyèdre, la plus petite sphère contenant ce polyèdre est toujours :
- soit la sphère circonscrite au tétraèdre défini par 4 points parmi les sommets du polyèdre,
- soit la sphère ayant même centre et même rayon que le cercle circonscrit au triangle défini par 3 points parmi les sommets du polyèdre,
- soit la sphère dont un diamètre est le segment reliant 2 points parmi les sommets du polyèdre[2].

De même qu'un triangle dans le plan admet un unique cercle circonscrit, il existe pour tout tétraèdre non aplati une unique sphère circonscrite passant par ses quatre sommets.

Sphères circonscrites des solides de Platon
Tétraèdre.
Cube.
Octaèdre.
Dodécaèdre.
Icosaèdre.

## Concepts liés
La sphère circonscrite est l'analogue en dimension 3 du cercle circonscrit.
Tous les polyèdres réguliers ont des sphères circonscrites, mais la plupart des polyèdres irréguliers n'en ont pas. La sphère circonscrite - quand elle existe - est un exemple de sphère englobante, une sphère qui contient une forme donnée. Il est possible de définir la plus petite sphère englobante de tout polyèdre, et de la déterminer en un temps linéaire.
On peut définir d'autres sphères pour certains polyèdres comme la sphère médiane, une sphère tangente aux côtés du polyèdre, et une sphère inscrite, qui est elle tangente aux faces - cette distinction n'existe pas en dimension 2 où les deux concepts se résumant au cercle inscrit à un polygone. Dans un polyèdre régulier, les sphères circonscrite, médiane et inscrite existent toutes et sont concentriques.
Tout polyèdre inscriptible dans une sphère peut être vu comme un polyèdre idéal en géométrie hyperbolique.